# Entosthodon diversinervis
Entosthodon diversinervis är en bladmossart som beskrevs av C. Müller 1853. Entosthodon diversinervis ingår i släktet koppmossor, och familjen Funariaceae. Inga underarter finns listade i Catalogue of Life.